# Грачи (Орловская область)
Грачи — опустевшая деревня в Болховском районе Орловской области. Входит в состав Однолуцкого сельского поселения. Население — 0 чел. (2010).

## География
Грачи находится в северной части Орловской области, в лесостепной зоне, в пределах центральной части Среднерусской возвышенности, и расположена около ручья Березуй (приток Березуйки).
Географическое положение: в 9 километрах от районного центра — города Болхов, в 46 километрах от областного центра — города Орёл и в 282 километрах от столицы — Москвы.

## Население
| 2010 |
| ---- |
| 0    |